# Gottesmann Ernő
Ifj. erdőbaktai Gottesmann Ernő, teljes nevén Gottesmann Ernő Adolf Emil (Arad, 1907. december 19. – Budapest, 2004. december 20.) magyar gyártásvezető és filmproducer, 1939-től a Magyar Film Iroda játékfilmgyártási osztályvezetője.
Pünkösti Árpád így jellemezte: „a filmgyártás minden csínját-bínját ismerő, gondos szakember.”

## Élete
Budapesten a piaristák gimnáziumában tanult, 1925-ben tett érettségi vizsgát, ezt követően a BME gépészmérnöki karára járt négy féléven át. Matematika-fizika szigorlata után a Telefunken nevű német cég egyik fővárosi telephelyén kapott állást, könyvelő, illetve levelező volt a Magyar Általános Hitelbank alkalmazásában, majd szintén levelezőként működött a Sport Toursnál (Sporttúrák Kft.). 1938. március 1-jén került a Magyar Filmirodához (MFI), ahol 1939. október 1-jén a játékosztály előadója lett, 1941 januárjától játékfilmgyártási osztályvezetőként, illetve a Magyar Világhíradó főosztályvezetőjeként dolgozott. Gyártásvezetőként első filmje A kegyelmes úr rokona című játékfilm volt. 1941-ben Bánky Viktor, May Mayus Tivadar és ő fogadta Serédi Jusztinián hercegprímást, mikor az látogatást tett a Magyar Filmirodában. A filmirodán kívül dolgozott Castiglione Henrik cégével (Sláger Film/Siker Film), illetve működött a Modern Film Kft.-nél is. A második világháború idején megsebesült, 1945-ben pedig, az immáron az MKP tulajdonában lévő MFI (akkor MAFILM) eltávolította kötelékéből. A háború után többször beidézték a népbíróságra, annak ellenére, hogy korábbi igazoltatásai alapján a hivatalos szervek ezt nem tehették volna meg, ezután egy ideig filmhíradók gyártásával foglalkozott. 1948-ban magánjogon nyugdíjba ment, s bár többször visszahívták, csak 1950-ben tért vissza a szakmába, a Hunnia híradóosztályánál kapott állást.  Alapító tagja volt a Mafilm Nemzetközi Stúdiójának, ahol fordítóként dolgozott, és innen ment nyugdíjba 1970-ben. Baráti kapcsolatban állt több neves filmszakemberrel is, így például Nemeskürty Istvánnal. 2004. december 20-án hunyt el Budapesten. Haláláról beszámolt a Magyar Nemzet 2005. január 8-i számában. 2005. január 13-án temették el.

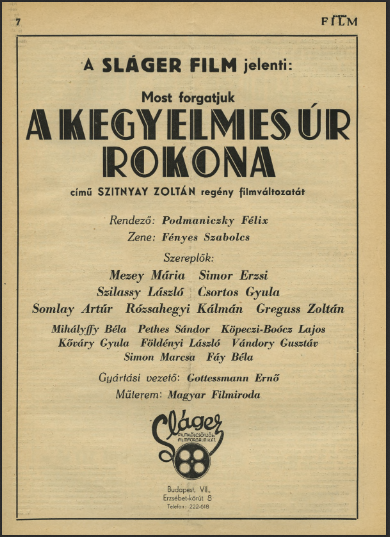
Híradás A kegyelmes úr rokona c. film forgatásáról. (Magyar Film, 1941. jan. 18.)

### Közreműködései
1947-ben részt vett Szőts István Ének a búzamezőkről c. filmjének forgatásában. 1999-ben szerepelt a Sára Sándor által rendezett háromrészes, Amrita Sher-Gilről szóló filmben, ezenkívül közreműködött még az Eiben István fényudvara c. dokumentumfilmben is. Mint főgyártásvezető részt vett Nemeskürty A képpé varázsolt idő című, később azonban be nem mutatott filmjének elkészítésében.

### Családja
Apai nagyszülei Gottesmann Adolf és Paulay Irma voltak. Apja, id. Gottesmann Ernő (1867–1961) huszárezredes, anyja Manoilovich Paula, vallása római katolikus. Egy testvére volt, Geraldine (sz. Lemberg, 1900), aki az MTI-nél dolgozott. Családja Budán, 1868. április 23-án kapott magyar nemességet, november 4-én pedig I. Ferenc József az erdőbaktai előnevet is nekik adományozta. 1938. július 16-án tanúként volt jelen Amrita Sérgil, és Egan Viktor házasságkötésekor. 1940. december 7-én Budapesten, a Józsefvárosban házasságot kötött O'Egan Violával, O'Egan Győző és Gottesmann Blanka gyermekével, Amrita Sérgil sógornőjével. Az egyik tanú Básthy István volt. Unokatestvére Baktay Ervin orientalista, nagybátyja Gottesmann Alfréd festőművész volt.

## Filmográfia (gyártásvezetőként)
A bemutatás ideje szerint:
- A kegyelmes úr rokona (1941)
- Az ördög nem alszik (1941)[m 8]
- Három csengő (1941)
- Dr. Kovács István (1942)
- Éjfélre kiderül (1942)
- Szakítani nehéz dolog (1942)
- 5-ös számú őrház (1942)
- Kölcsönadott élet (1943)
- Legény a gáton (1943)
- Féltékenység (1943)
- Házassággal kezdődik (1943)
- Lejtőn (1944)[15]
- A látszat csal (1944)
- Makkhetes (1944)
- Azért is maradok! (1944,[m 9] befejezetlen)[3]